# Staatsschuldenquote in Norwegen
Die Staatsschuldenquote Norwegens gibt das Verhältnis zwischen den norwegischen Staatsschulden einerseits und dem norwegischen nominalen Bruttoinlandsprodukt andererseits an.

## Entwicklung in den letzten Jahren
Die Staatsschuldenquote Norwegens ging zwischen 2008 und 2013 zurück. Entsprach die Staatsverschuldung von 1.244,3 Mrd. Norwegischen Kronen Ende 2008 einer Staatsschuldenquote von 48,6 %, so erreichte die Staatsschuldenquote Ende 2013 angesichts eines Schuldenstandes von dann inzwischen 888,8 Mrd. Norwegischen Kronen einen Wert von 29,5 %.

## Prognostizierte Entwicklung
Der Internationale Währungsfonds geht davon aus, dass die Staatsschuldenquote Norwegens bis Ende 2019 bei einem Schuldenstand von dann 1.157,5 Mrd. Norwegische Kronen mit 29,5 % konstant bleibt.